# Smendes III
Đối với những người có cùng tên gọi, xem Smendes và Smendes II.
Smendes III (Hy Lạp hóa từ tên Ai Cập là Nesibanebdjed III) là một Đại tư tế của Amun sống vào thời kỳ Vương triều thứ 22 trong lịch sử Ai Cập cổ đại. Ông đã kế vị người anh là Iuwelot và phục vụ dưới triều đại của vua anh Takelot I.

## Thân thế
Smendes III là một vương tử, con trai của Pharaon Osorkon I; không rõ mẹ của ông. Smendes là em (khác mẹ) với Đại tư tế Shoshenq C, Iuwelot và với cả Pharaon Takelot I. Do Shoshenq C sớm qua đời dưới thời trị vì của vua cha nên Iuwelot tập tước Đại tư tế kế vị người anh. Iuwelot tiếp tục công việc tư tế dưới thời vua anh Takelot I và đã mất trong khoảng thời gian này. Smendes III sau đó được đưa lên làm Đại tư tế tiếp theo.
Không rõ việc kế vị diễn ra sau khi Smendes III qua đời. Theo Kenneth Kitchen, Smendes III đã được Harsiese A, con trai của người anh Shoshenq C, lên kế vị chức Đại tư tế. Giả thuyết này đã bị bác bỏ bởi Karl Jansen-Winkeln vì ông này đã chứng minh rằng, Harsiese A chưa bao giờ nhận mình là Đại tư tế. Vì thế có thể Nimlot C, con trai của vua kế vị Osorkon II, tức cháu nội của vua Takelot I, mới là người tập tước Đại tư tế sau đó.

## Chứng thực
Smendes III có rất ít chứng thực liên quan đến ông. Smendes chỉ được biết đến chủ yếu trên 3 bản khắc ghi chép mực nước sông Nin tại đền Karnak (được đánh thứ tự là 17, 18 và 19); tại đó, ông được gọi là "Đại tư tế của Amun, con trai của vua Osorkon". Bản khắc thứ 17 và 18 đánh dấu lần lượt năm trị vì thứ 8 và 14 của một vị vua, nhưng tên của vị vua đó lại không được nhắc đến; bản 19 thì đã bị mất năm trị vì, và cũng không rõ tên vua.
Dựa vào những bản phù điêu nói trên, ta chắc chắn rằng, Smendes III phải là một người con của vua Osorkon I. Trước đó, bản khắc thứ 16 có nhắc đến Đại tư tế Iuwelot nhưng cũng không rõ tên vua trị vì, nhưng vị vua đó đã được xác định chính là Takelot I. Vì vậy, vị vua vô danh được nhắc trên bản khắc thứ 17, 18, 19 không ai khác ngoài Takelot I.
Để lý giải cho việc này, Gerard Broekman đưa ra giả thuyết rằng, sau cái chết của Osorkon I, đã có sự tranh đoạt quyền lực giữa Takelot I, con trai ông và Harsiese A, cháu nội của ông (con của Shoshenq C) ở Thượng Ai Cập. Cả hai anh em Iuwelot và Smendes III đều không muốn tham gia vào cuộc tranh đoạt này và đã chọn cách không đề tên một vị vua nào lên các bản khắc để giữ thái độ trung lập.
Một bức tượng quỳ bằng đồng, hiện được trưng bày tại Bảo tàng Hoàng gia Mariemont (Morlanwelz, Bỉ), và một bảng màu đang được lưu giữ tại Bảo tàng Nghệ thuật Metropolitan (số hiệu 47.123a–g), trên đó đều có khắc dòng chữ "Đại tư tế của Amun, Smendes". Tuy nhiên, vẫn chưa thể xác định được chủ nhân thật sự của chúng vì có đến 2 Đại tư tế đều tên Smendes (Smendes III đang được đề cập, và Smendes II thuộc Vương triều thứ 21).